# Bob Samuelson
Robert Lewis "Bob" Samuelson, född 30 juli 1966 i Port Jefferson i New York, är en amerikansk före detta volleybollspelare.
Samuelson blev olympisk bronsmedaljör i volleyboll vid sommarspelen 1992 i Barcelona.